# Emiliano d'Irlanda

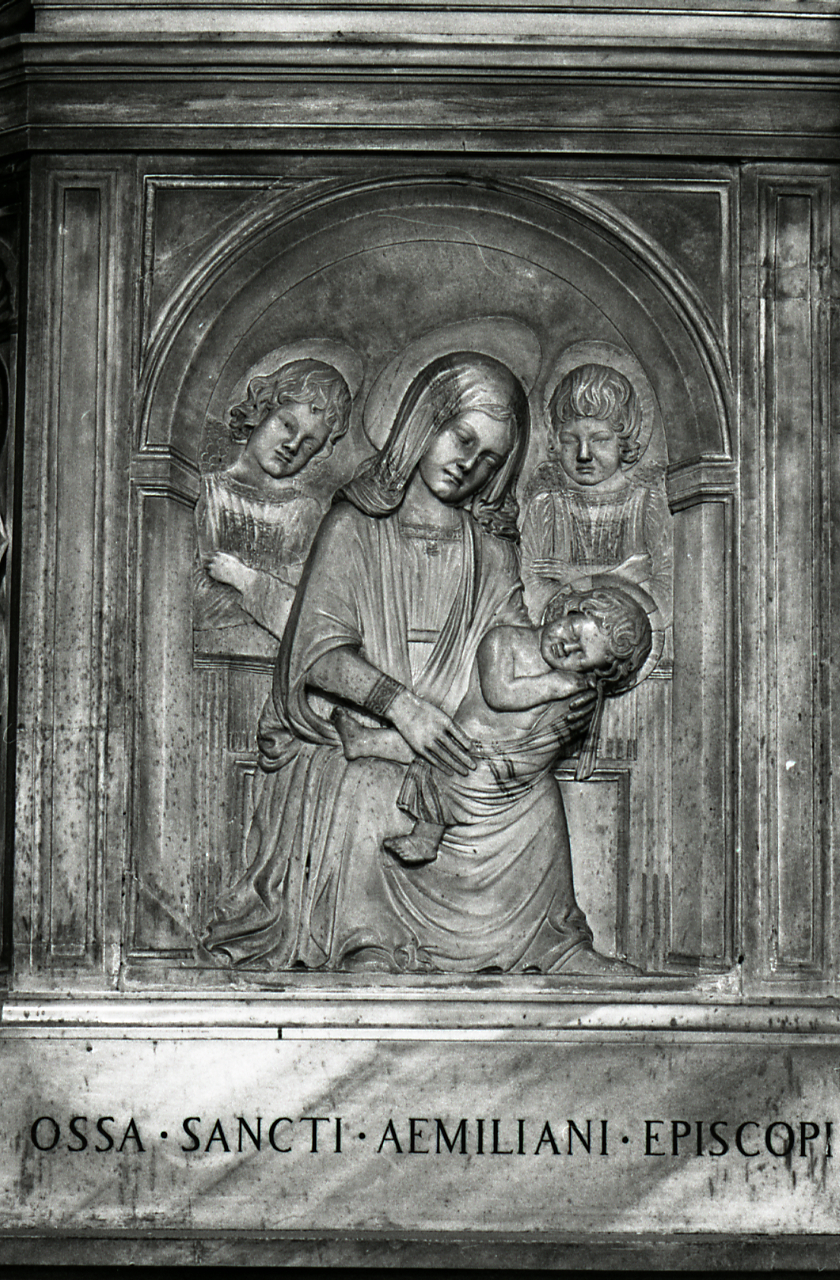
Particolare dell'arca di sant'Emiliano nel Duomo di Faenza. Foto di Paolo Monti del 1979.

Sant' Emiliano (Irlanda, ... – Faenza, 780 circa) è stato un vescovo e monaco irlandese ed è venerato come santo dalla Chiesa cattolica.

## Biografia
È un dato storicamente accertato la presenza di monaci irlandesi nel territorio ravennate nel corso dell'Alto medioevo. Emiliano, secondo le più antiche notizie biografiche, raggiunse questa regione durante il viaggio di ritorno da un pellegrinaggio che lo aveva portato fino a Roma per venerare le tombe degli apostoli Pietro e Paolo. Giunto in Romagna si ammalò e morì nei pressi della città di Faenza. 

## Culto
Le spoglie mortali di Emiliano vennero dapprima conservate nella chiesa di San Clemente, poi in quella di Santa Maria del Conte, che almeno a partire dal XII secolo assunse il nome di Sant'Emiliano. Il suo culto venne esteso a tutta la città di Faenza da un sinodo del 1321; la festa, celebrata il 6 novembre, divenne di precetto nel 1512. In seguito alle soppressioni napoleoniche il corpo venne traslato in cattedrale, dove si trova tuttora, all'interno di un'arca marmorea del Quattrocento.